# Мэтьюз, Джулия
Джулия Мэтьюз (англ. Julia Mathews; 14 декабря 1842, Лондон, Англия — 19 мая 1876, Сент-Луис, США) — австралийская актриса и оперная певица (сопрано) английского происхождения.

## Биография
Джулия Мэтьюз родилась в 1842 году в Лондоне. Её родителями были Джеймс Мэтьюз, моряк, и его жена Сара Ирвинер, учительница музыки. Впоследствии семья эмигрировала в Австралию, в Сидней, и в 1854 году Джулия впервые выступила на сцене Театра Королевы Виктории. Впоследствии она присоединилась к труппе, ездившей с концертами по золотым приискам, и в Бичуэрте на неё обратил внимание Роберт О’Хара Берк.
В 1855 году состоялся дебют Джулии на сцене Олимпийского театра в Мельбурне. В этом и следующем сезоне она играла в фарсах и бурлесках и, создавая яркие разнохарактерные образы, имела большой успех у публики. В 1860 году Джулия Мэтьюз играла в мельбурнском Театре Принцессы, а также пела сопрановые партии в операх. В том же году Берк сделал ей предложение — как раз перед тем, как отправиться в свою трагически завершившуюся экспедицию. Джулия отказала ему, но, узнав о бедственном положении Берка и его спутников, способствовала организации спасательной экспедиции.
17 сентября 1863 года состоялся бенефис Джулии в Театре Принцессы, после чего она уехала в Новую Зеландию. В 1864 году в Данидине она вышла замуж за своего новозеландского импресарио Уильяма Мамфорда, в браке с которым у неё родилось трое детей. В 1867 году состоялось её прощальное выступление в Сиднее, в Театре Принца Уэльского, после которого она вернулась с мужем и родителями в Англию. Там она выступала на сцене лондонского Ковент-Гардена и имела успех в заглавной партии в «Герцогине Герольштейнской» Оффенбаха.
В 1870 году Джулия развелась с мужем и гастролировала по Европе, выступая преимущественно в операх-буфф. Будучи в США, в Сент-Луисе, она заболела малярией и умерла в больнице 19 мая 1876 года.